# Michael Young (baseballista)
Michael Brian Young (ur. 19 października 1976) – amerykański baseballista, który występował na pozycji drugobazowego, trzeciobazowego, łącznika oraz jako designated hitter.

## Przebieg kariery
W czerwcu 1994 został wybrany w 25. rundzie draftu przez Baltimore Orioles, jednak nie podpisał z tym klubem kontraktu, gdyż zdecydował się podjąć studia na University of California w Santa Barbara, gdzie w latach 1994–1997 grał w drużynie uniwersyteckiej UC Santa Barbara Gauchos. W czerwcu 1997 został wybrany w piątej rundzie draftu przez Toronto Blue Jays i po trzech latach występów w organizacji tego zespołu, najwyżej na poziomie Double-A, został oddany do Texas Rangers. W Major League Baseball zadebiutował 29 września 2000 w meczu przeciwko Oakland Athletics jako pinch runner.
W 2005 po raz pierwszy zagrał w Meczu Gwiazd, zaś rok później uzyskał najlepszą średnią uderzeń w American League (0,331) i zaliczył najwięcej uderzeń w MLB (221). W marcu 2006 wystąpił wraz z reprezentacją Stanów Zjednoczonych na turnieju World Baseball Classic. W lipcu 2006 w All-Star Game w pierwszej połowie dziewiątej zmiany przy stanie 1–2 dla NL All-Star Team zaliczył two-run triple i został wybrany najbardziej wartościowym zawodnikiem spotkania. W 2008 został wyróżniony spośród łączników otrzymując Złotą Rękawicę.
16 czerwca 2010 w meczu międzyligowym z Florida Marlins zaliczył 1748. uderzenie w MLB i został liderem w klubowej klasyfikacji wszech czasów. W grudniu 2012 w ramach wymiany zawodników przeszedł do Philadelphia Phillies, zaś w sierpniu 2013 do Los Angeles Dodgers. Karierę zawodniczą oficjalnie zakończył w styczniu 2014.

## Nagrody i wyróżnienia
| Nagroda/wyróżnienie | Lata                                     | Źródło |
| 7× All-Star         | 2004, 2005, 2006, 2007, 2008, 2009, 2011 | [ 1 ]  |
| All-Star Game MVP   | 2006                                     | [ 5 ]  |
| Gold Glove Award    | 2008                                     | [ 1 ]  |